# Список Героев Социалистического Труда (Лубенец — Ляшко)
Эта страница является частью списка Героев Социалистического Труда и перечисляет в алфавитном порядке лиц, удостоенных звания Героя Социалистического Труда, чьи фамилии начинаются с буквы «Л», от Лубенец до Ляшко.
- Список не включает дважды и трижды Героев Социалистического Труда, а также лиц, лишённых этого звания.
- Список содержит информацию о датах жизни, роде деятельности и дате присвоения звания Героя.
- Герои, удостоенные звания посмертно, выделены в списке  серым цветом .
- Герои, сменившие фамилию после присвоения звания, приводятся в списках дважды, при этом строка с новой фамилией выделяется  бежевым цветом  и не имеет номера.

## Список людей, фамилии которых начинаются с «Л»
| Навигационная таблица | Навигационная таблица |
| --------------------- | --------------------- |
| «Л»                   | Лаанеметс — Лещинер   |
| «Л»                   | Ли — Лощёнова         |
| «Л»                   | Лубенец — Ляшко       |

| №          | Фамилия, имя, отчество             | Даты жизни              | Деятельность | Дата присвоения | ГС         |
| ---------- | ---------------------------------- | ----------------------- | --- | --------------- | ---------- |
| 1          | Лубенец Григорий Кузьмич           | 30.10.1913 — 06.01.1988 | Начальник управления «Металлургхиммашстрой» Сталинского совнархоза | 09.08.1958      | [ ГС 1 ]   |
| 2          | Лубенец Ольга Андреевна            | 1919—1996               | Главный врач областной детской больницы, гор. Караганда | 04.02.1969      | [ ГС 2 ]   |
| 3          | Лубенцов Василий Максимович        | 25.10.1930 — 16.06.2006 | Комбайнёр колхоза «Путь к коммунизму» Славянского района Краснодарского края | 25.02.1981      | [ ГС 3 ]   |
| 4          | Лубнин Алексей Фёдорович           | 18.10.1905 — 08.06.1986 | Первый секретарь Брединского райкома КПСС, Челябинская область | 11.01.1957      | [ ГС 4 ]   |
| 5          | Лубова Анфуса Андреевна            | 22.08.1929 — 20.11.2013 | Телятница Пермского конезавода № 9, Пермский район Пермской области | 08.04.1971      | [ ГС 5 ]   |
| 6          | Лубягин Анатолий Павлович          | 11.02.1934 — 01.05.1992 | Мастер строительно-монтажного поезда № 269 управления строительства «Абаканстройпуть» Министерства транспортного строительства СССР, Красноярский край | 12.04.1966      | [ ГС 6 ]   |
| 7          | Луговая Евдокия Ивановна           | 1905—1977               | Звеньевая колхоза «Труженик» Лабинского района Краснодарского края | 06.05.1948      | [ ГС 7 ]   |
| 8          | Луговая Марина Трофимовна          | 1917 — ????             | Звеньевая Ленинского свеклосовхоза Министерства пищевой промышленности СССР, Кегичёвский район Харьковской области | 30.04.1948      |            |
| 9          | Луговой Александр Михайлович       | 23.10.1904 — 15.10.1973 | Председатель колхоза «Прогресс» Вознесенского района Николаевской области | 26.02.1958      | [ ГС 8 ]   |
| 10         | Луговой Дмитрий Сергеевич          | 20.10.1928 — ????       | Бригадир плотников строительного управления № 8 треста «Сталиншахтострой» Министерства строительства предприятий угольной промышленности Украинской ССР, Сталинская область                                                                                     | 26.04.1957      | [ ГС 9 ]   |
| 11         | Луговский Василий Денисович        | 15.02.1922 — 27.04.1994 | Председатель колхоза «Дружба» Черниговского района Черниговской области | 06.09.1973      | [ ГС 10 ]  |
| 12         | Луговской Алексей Иванович         | 15.04.1932 — 13.01.2005 | Сталевар Коммунарского металлургического завода Министерства чёрной металлургии Украинской ССР, Луганская область | 22.03.1966      | [ ГС 11 ]  |
| 13         | Луговской Дмитрий Иванович         | 24.06.1937 — 12.2013    | Забойщик шахты имени XXII съезда КПСС комбината «Кадиевуголь» Министерства угольной промышленности Украинской ССР, Ворошиловградская область | 30.03.1971      | [ ГС 12 ]  |
| 14         | Лужин Василий Николаевич           | 02.11.1906 — 26.08.1955 | Конструктор Научно-исследовательского института № 3 Народного Комиссариата боеприпасов СССР, гор. Москва | 21.06.1991      | [ ГС 13 ]  |
| 15         | Лужин Павел Иванович               | 10.01.1909 — 20.05.1989 | Капитан парохода Латвийского морского пароходства Министерства морского флота СССР, гор. Рига | 09.08.1963      | [ ГС 14 ]  |
| 16         | Лузянин Владимир Ильич             | 18.04.1929 — 18.08.2021 | Генеральный директор объединения «Гидромаш» Министерства авиационной промышленности СССР, гор. Горький | 15.06.1989      | [ ГС 15 ]  |
| 17         | Лукава Иона Онисимович             | 1908 — ????             | Главный агроном районного отдела сельского хозяйства Цаленджихского района Грузинской ССР | 21.02.1948      | [ ГС 16 ]  |
| 18         | Лукавая Нина Амбросиевна           | 1912—1967               | Свинарка колхоза имени Чкалова Красноокнянского района Одесской области | 10.09.1949      |            |
| 19         | Лукачёв Виктор Павлович            | 04.04.1920 — 29.04.1988 | Ректор Куйбышевского авиационного института имени академика С. П. Королёва | 01.04.1987      | [ ГС 17 ]  |
| 20         | Лукаш Александр Александрович      | 24.04.1928 — 16.10.2022 | Старший аппаратчик Ясиновского коксохимического завода Министерства чёрной металлургии Украинской ССР, Донецкая область | 30.03.1971      | [ ГС 18 ]  |
| 21         | Лукаш Никита Романович             | 09.07.1932 — 29.07.2004 | Бригадир монтажников мостоотряда № 4 Всесоюзного треста по строительству внеклассных и больших мостов Министерства транспортного строительства СССР, гор. Москва                                                                                                | 11.09.1980      |            |
| 22         | Лукашёв Филипп Леонидович          | 29.08.1929 — 19.05.2012 | Бригадир проходчиков горных выработок шахты «Западная-Капитальная» треста «Несветайантрацит» комбината «Ростовуголь» Министерства угольной промышленности СССР, Ростовская область                                                                              | 29.06.1966      | [ ГС 19 ]  |
| 23         | Лукашенко Татьяна Павловна         | 01.01.1926 — 07.02.2001 | Доярка колхоза «Сеятель» Калинковичского района Гомельской области | 22.03.1966      | [ ГС 20 ]  |
| 24         | Лукашин Александр Петрович         | 10.10.1921 — 02.02.2017 | Заведующий фельдшерско-акушерским пунктом Шиловского района Рязанской области | 23.10.1978      | [ ГС 21 ]  |
| 25         | Лукашов Андрей Васильевич          | 10.03.1912 — 08.11.1987 | Комбайнёр Ленинградской МТС Краснодарского края | 28.05.1952      | [ ГС 22 ]  |
| 26         | Лукашов Семён Фёдорович            | 03.02.1917 — 14.02.2003 | Бригадир полеводческой бригады колхоза имени Кирова Суземского района Брянской области | 08.04.1971      | [ ГС 23 ]  |
| 27         | Лукенчук Христа Петровна           | 1895 — ????             | Свинарка колхоза имени Чарквиани Цителицкаройского района Грузинской ССР | 17.08.1950      |            |
| 28         | Лукианов Алексей Иванович          | 1912—1985               | Старший агроном Абаканской МТС Краснотуранского района Красноярского края | 07.01.1948      | [ ГС 24 ]  |
| 29         | Лукин Иван Иванович                | 1887—1966               | Старший конюх колхоза имени Карла Маркса Таштыпского района Хакасской автономной области | 10.08.1949      | [ ГС 25 ]  |
| 30         | Лукин Иван Михайлович              | 1922 — 22.11.1990       | Директор Плесецкого леспромхоза Министерства лесной и деревообрабатывающей промышленности СССР, Архангельская область | 07.05.1971      | [ ГС 26 ]  |
| 31         | Лукин Макар Михайлович             | 14.05.1905 — 26.05.1961 | Директор завода № 16 Народного комиссариата авиационной промышленности СССР, гор. Казань Татарской АССР | 16.09.1945      | [ ГС 27 ]  |
| 32         | Лукин Сергей Лукич                 | 04.09.1922 — 20.07.1990 | Председатель колхоза имени Мичурина Урмарского района Чувашской АССР | 23.12.1976      | [ ГС 28 ]  |
| 33         | Лукин Тимофей Спиридонович         | 1913 — 15.04.1980       | Заведующий коневодческой фермой колхоза «Новая деревня» Амгинского района Якутской АССР | 30.06.1949      | [ ГС 29 ]  |
| 34         | Лукина Васса Степановна            | 03.09.1907 — 14.05.1991 | Звеньевая подсобного хозяйства № 2 Уралмашзавода имени Серго Орджоникидзе Министерства тяжёлого машиностроения СССР, Свердловская область | 04.06.1949      | [ ГС 30 ]  |
| 35         | Лукина Серафима Фадеевна           | 18.06.1923 — 14.02.2009 | Телятница Чувашской сельскохозяйственной опытной станции, Цивильский район Чувашской АССР | 22.03.1966      | [ ГС 31 ]  |
| 36         | Лукинов Николай Иванович           | 31.10.1928 — 30.03.1993 | Слесарь Машиностроительного завода имени М. В. Хруничева Министерства общего машиностроения СССР, гор. Москва | 16.01.1974      | [ ГС 32 ]  |
| 37         | Лукинский Фёдор Григорьевич        | 05.02.1927 — 04.12.2021 | Бригадир крепильщиков шахты № 31—32 Джезказганского горно-металлургического комбината имени К. И. Сатпаева Министерства цветной металлургии СССР, Карагандинская область                                                                                        | 20.05.1966      | [ ГС 33 ]  |
| 38         | Лукомский Павел Евгеньевич         | 23.07.1899 — 08.04.1974 | Консультант Четвёртого Главного управления при Министерстве здравоохранения СССР, заведующий кафедрой госпитальной терапии 2-го Московского медицинского института, главный терапевт Министерства здравоохранения СССР, академик Академии медицинских наук СССР | 17.02.1969      | [ ГС 34 ]  |
| 39         | Луконин Николай Фёдорович          | род. 03.03.1928         | Директор Игналинской атомной электростанции Министерства среднего машиностроения СССР, Литовская ССР | 02.08.1985      | [ ГС 35 ]  |
| 40         | Луконина Воля Анфимовна            | 03.04.1926 — 05.02.2022 | Начальник геологосъёмочной партии Южно-Якутской комплексной экспедиции Якутского геологического управления Министерства геологии РСФСР | 04.07.1966      | [ ГС 36 ]  |
| 41         | Лукошевский Андрей Петрович        | 13.10.1909 — 17.08.1984 | Председатель исполнительного комитета районного совета депутатов трудящихся Алтайского района Хакасской автономной области | 07.01.1948      | [ ГС 37 ]  |
| 42         | Лукошюс Пранас Адомович            | род. 1924               | Бригадир каменщиков строительного управления № 14 Клайпедского стройтреста, Литовская ССР | 01.10.1965      |            |
| 43         | Лукоянов Александр Васильевич      | 25.01.1927 — 21.07.2003 | Комбайнёр-тракторист Комаровского совхоза Орджоникидзевского района Кустанайской области | 11.01.1957      | [ ГС 38 ]  |
| 44         | Лукпанов Самат                     | 1872 — 24.09.1958       | Старший табунщик колхоза имени «Правды» Фурмановского района Западно-Казахстанской области | 23.07.1948      | [ ГС 39 ]  |
| 45         | Лукшанов Егор Шурткаевич           | 10.03.1929 — 30.07.2005 | Старший чабан племенного завода «Черноземельский» Черноземельского района Калмыцкой АССР | 22.03.1966      | [ ГС 40 ]  |
| 46         | Лукшина Надежда Сергеевна          | 01.02.1927 — 19.06.2024 | Доярка колхоза имени Ленина Белоглинского района Краснодарского края | 31.10.1957      | [ ГС 41 ]  |
| 47         | Лукьяненко Владимир Матвеевич      | род. 18.10.1937         | Генеральный директор Сумского машиностроительного научно-производственного объединения имени М. В. Фрунзе Министерства химического и нефтяного машиностроения СССР                                                                                              | 10.12.1985      | [ ГС 42 ]  |
| 48         | Лукьяненко Григорий Моисеевич      | род. 1926               | Начальник участка шахты имени С. В. Косиора комбината «Ворошиловградуголь» Министерства угольной промышленности Украинской ССР, Ворошиловградская область | 30.03.1971      |            |
| 49         | Лукьяненко Ефим Яковлеевич         | 28.12.1913 — 06.01.1996 | Директор племенного завода «Червоный велетень» Змиёвского района Харьковской области | 08.04.1971      | [ ГС 43 ]  |
| 50         | Лукьяненко Надежда Фёдоровна       | 1925 — ????             | Звеньевая колхоза «Пятилетка в 4 года» Любашёвского района Одесской области | 21.03.1949      | [ ГС 44 ]  |
| 51         | Лукьянец Мефодий Тимофеевич        | 1906 — ????             | Председатель колхоза «Червоный прапор» Марьинского района Сталинской области | 26.02.1958      | [ ГС 45 ]  |
| 52         | Лукьянов Анатолий Иванович         | 09.08.1929 — 01.03.2020 | Звеньевой колхоза «Амур» Архаринского района Амурской области | 30.04.1966      | [ ГС 46 ]  |
| 53         | Лукьянов Владимир Николаевич       | 12.10.1929 — 26.06.2006 | Старший мастер Нижнетагильского металлургического комбината имени В. И. Ленина Министерства чёрной металлургии СССР, Свердловская область | 30.03.1971      | [ ГС 47 ]  |
| 54         | Лукьянов Григорий Иванович         | 11.02.1911 — 25.02.1973 | Заведующий фермой колхоза имени Ворошилова Коломенского района Московской области | 24.06.1949      | [ ГС 48 ]  |
| 55         | Лукьянов Иван Лукьянович           | 1886 — 27.03.1967       | Старший производитель работ треста «Мосжилстрой», гор. Москва | 01.02.1957      | [ ГС 49 ]  |
| 56         | Лукьянова Мария Фёдоровна          | 14.03.1893 — 22.10.1969 | Доярка колхоза имени Ворошилова Коломенского района Московской области | 07.04.1949      | [ ГС 50 ]  |
| 57         | Лукьянская Мария Ивановна          | род. 06.04.1932         | Шлифовщица Ярославского радиозавода Министерства радиопромышленности СССР | 17.10.1975      | [ ГС 51 ]  |
| 58         | Лукьянченко Андрей Анисимович      | род. 21.12.1923         | Старший чабан совхоза «Восточный» Дубовского района Ростовской области | 08.04.1971      | [ ГС 52 ]  |
| 59         | Лукьянченко Екатерина Филипповна   | 1905 — ????             | Свинарка колхоза «Красный партизан» Туапсинского района Краснодарского края | 26.07.1949      | [ ГС 53 ]  |
| 60         | Лукьянченко Надежда Константиновна | 30.05.1939 — 01.08.2004 | Доярка совхоза «Заречный» Ленинского района Северо-Казахстанской области | 22.02.1982      | [ ГС 54 ]  |
| 61         | Лукьянчиков Павел Михайлович       | род. 16.07.1928         | Первый секретарь Ямпольского райкома Компартии Украины, Винницкая область | 13.03.1979      |            |
| 62         | Лукьянчиков Терентий Тихонович     | 1897 — ????             | Бригадир подсобного хозяйства «Зирка» Министерства транспортного и тяжёлого машиностроения СССР, Сталинская область | 16.10.1953      |            |
| 62.000001  | Лунгарёва Вера Максимовна          | 1926 — 02.01.1956       | Звеньевая колхоза имени Сталина района имени 28 гвардейцев Талды-Курганской области | 28.03.1948      | [ ГС 55 ]  |
| 63         | Лунгу Семён Мефодьевич             | род. 1923               | Бригадир колхоза имени Ленина Суворовского района Молдавской ССР | 23.06.1966      | [ ГС 56 ]  |
| 64         | Лунёв Афанасий Афанасьевич         | 1920 — 01.2002          | Бригадир виноградарского совхоза имени Молотова Министерства пищевой промышленности СССР, Анапский район Краснодарского края | 26.09.1950      | [ ГС 57 ]  |
| 65         | Лунёв Николай Егорович             | 09.05.1911 — 26.05.1986 | Свинарь-механизатор колхоза имени Кирова Курского района Курской области | 22.03.1966      | [ ГС 58 ]  |
| 66         | Лунёва Елена Михайловна            | 1914 — ????             | Рабочая семеноводческого совхоза «Лабинский» Министерства совхозов СССР, Лабинский район Краснодарского края | 17.08.1950      |            |
| 66.000002  | Лунёва Мария Ивановна              | 22.12.1923 — 19.05.1993 | Звеньевая виноградарского совхоза «Прасковейский» Министерства пищевой промышленности СССР, Будённовский район Ставропольского края | 16.10.1950      | [ ГС 59 ]  |
| 67         | Лунин Дмитрий Васильевич           | 1903 — ????             | Мастер доменного цеха Макеевского металлургического завода имени Кирова Сталинского совнархоза | 19.07.1958      | [ ГС 60 ]  |
| 68         | Лунин Николай Александрович        | 22.05.1915 — 03.10.1968 | Паровозный машинист депо Новосибирск Томской железной дороги | 05.11.1943      | [ ГС 61 ]  |
| 69         | Лупаков Михаил Артёмович           | 21.11.1924 — 03.01.2002 | Директор совхоза «Коротыш» Ливенского района Орловской области | 08.04.1971      | [ ГС 62 ]  |
| 70         | Лупан Андрей Павлович              | 15.02.1912 — 24.08.1992 | Народный писатель Молдавской ССР, гор. Кишинёв | 15.02.1982      | [ ГС 63 ]  |
| 71         | Лупашко Прокопий Кириллович        | 12.06.1910 — 04.10.1979 | Звеньевой колхоза «Красный пограничник» Слободзейского района Молдавской ССР | 09.03.1949      |            |
| 72         | Лупенко Александра Николаевна      | 17.08.1920 — 01.01.2012 | Колхозница колхоза имени Нестерова Добринского района Липецкой области | 31.12.1965      | [ ГС 64 ]  |
| 73         | Лупина Мария Фёдоровна             | 1926 — ????             | Звеньевая колхоза «Новая жизнь» Кагановичского района Фрунзенской области | 26.03.1948      | [ ГС 65 ]  |
| 74         | Лупу Матрёна Петровна              | 1910—1983               | Звеньевая виноградарского совхоза «Трифешты» Кагульского района Молдавской ССР | 23.07.1951      |            |
| 75         | Луринь Язеп Язепович               | 1930 — ????             | Бригадир котельщиков судоремонтного завода Управления рыбной промышленности Латвийского совнархоза, гор. Рига | 28.05.1960      | [ ГС 66 ]  |
| 76         | Луриньш Антон Антонович            | 31.07.1911 — 06.10.1983 | Первый секретарь Бауского райкома Компартии Латвии | 15.02.1958      | [ ГС 67 ]  |
| 77         | Лускарёв Владимир Яковлевич        | 21.01.1935 — 09.10.2022 | Водитель Центрального рудоуправления Навоийского горно-металлургического комбината Министерства среднего машиностроения СССР | 07.08.1980      | [ ГС 68 ]  |
| 78         | Лут Иван Андреевич                 | 07.07.1925 — 09.12.1974 | Председатель колхоза имени XVIII съезда ВКП(б) Чернобаевского района Черкасской области | 08.04.1971      | [ ГС 69 ]  |
| 79         | Лут Иван Андреевич                 | 10.05.1910 — 12.11.1981 | Старший мастер мартеновского цеха Ждановского металлургического завода имени Ильича Сталинского совнархоза | 19.07.1958      | [ ГС 70 ]  |
| 80         | Лута Фёдор Филиппович              | род. 1924               | Бригадир тракторной бригады совхоза «Заречный» Акмолинской области | 11.01.1957      |            |
| 81         | Лутай Николай Владимирович         | 16.12.1911 — 09.02.1994 | Директор Таганрогского комбайнового завода Министерства тракторного и сельскохозяйственного машиностроения СССР, Ростовская область | 05.04.1971      | [ ГС 71 ]  |
| 82         | Лутак Иван Кондратьевич            | 03.06.1919 — 29.01.2009 | Первый секретарь Черкасского обкома Компартии Украины | 28.02.1986      | [ ГС 72 ]  |
| 83         | Лутовинин Геннадий Семёнович       | 16.10.1933 — 21.12.1989 | Бригадир слесарей-ремонтников химического комбината «Маяк» Министерства среднего машиностроения СССР, Челябинская область | 07.08.1986      | [ ГС 73 ]  |
| 84         | Луури Салме                        | 16.03.1910 — 02.12.1969 | Доярка колхоза «Энергия» Раквереского района Эстонской ССР | 22.03.1966      | [ ГС 74 ]  |
| 85         | Луцевая Мария Тимофеевна           | род. 01.01.1921         | Звеньевая колхоза имени Чапаева Молотовабадского района Сталинабадской области | 01.03.1948      |            |
| 86         | Луценко Иван Акимович              | 12.10.1912 — 09.01.1993 | Комбайнёр колхоза «Степной» Новотроицкого района Херсонской области | 23.06.1966      | [ ГС 75 ]  |
| 87         | Луценко Семён Васильевич           | 12.04.1911 — 07.07.1973 | Председатель колхоза «Пролетарская воля» Пятигорского района Ставропольского края | 11.01.1957      | [ ГС 76 ]  |
| 88         | Луцик Анастасия Николаевна         | 10.01.1935 — 08.08.1973 | Доярка колхоза «Правда» Зборовского района Тернопольской области | 22.03.1966      | [ ГС 77 ]  |
| 89         | Луцкович Анна Ивановна             | 02.10.1928 — 10.02.2014 | Бригадир съёмщиц пряжи Омского текстильного производственного объединения «Восток» Министерства лёгкой промышленности РСФСР | 05.04.1971      | [ ГС 78 ]  |
| 90         | Луцубидзе Михаил Саввич            | 1908 — ????             | Звеньевой колхоза «Моцинаве» Телавского района Грузинской ССР | 09.08.1949      | [ ГС 79 ]  |
| 91         | Лучканина Анна Михайловна          | 1923 — ????             | Доярка совхоза «Винниковский» Пустомытовского района Львовской области | 22.03.1966      | [ ГС 80 ]  |
| 92         | Лучко Аким Степанович              | 21.09.1912 — ????       | Председатель колхоза имени Чапаева Мстиславского района Могилёвской области | 12.12.1973      | [ ГС 81 ]  |
| 93         | Лучко Элизбар Васильевич           | род. 1929               | Токарь ремонтной мастерской Волчанского районного объединения «Сельхозтехника», Харьковская область | 13.03.1974      |            |
| 94         | Лушников Владимир Петрович         | 29.05.1914 — 31.03.1985 | Директор Казанского завода органического синтеза Министерства химической промышленности СССР, Татарская АССР | 20.04.1971      | [ ГС 82 ]  |
| 95         | Лушников Фёдор Николаевич          | 25.09.1915 — 24.08.1980 | Управляющий отделением колхоза «Урал» Слободо-Туринского района Свердловской области | 08.04.1971      | [ ГС 83 ]  |
| 96         | Лыба Мария Игнатьевна              | 16.04.1928 — 13.02.2005 | Звеньевая колхоза «Радянська Украина» Красиловского района Хмельницкой области | 08.04.1971      | [ ГС 84 ]  |
| 97         | Лыжник Владимир Андреевич          | род. 16.08.1933         | Председатель колхоза «Прогресс» Криничанского района Днепропетровской области | 17.08.1988      |            |
| 98         | Лыков Александр Григорьевич        | 10.08.1909 — 27.03.1965 | Сталевар электромартеновского цеха Ижевского металлургического завода Удмуртского совнархоза | 19.07.1958      | [ ГС 85 ]  |
| 99         | Лыков Геннадий Дмитриевич          | 02.04.1932 — 07.06.2001 | Начальник управления строительства № 605 Министерства среднего машиностроения СССР, Киевская область | 24.12.1986      | [ ГС 86 ]  |
| 99.000003  | Лыкова Антонина Михайловна         | 01.08.1931 — 01.08.2020 | Доярка колхоза имени Кирова Шиловского района Рязанской области | 21.08.1953      | [ ГС 87 ]  |
| 100        | Лымарь Василий Михайлович          | 1928 — 30.06.1991       | Бригадир-настройщик станов Новомосковского металлургического завода имени 50-летия Советской Украины Министерства чёрной металлургии Украинской ССР, Днепропетровская область                                                                                   | 30.03.1971      | [ ГС 88 ]  |
| 101        | Лырщиков Иван Егорович             | род. 1925               | Бригадир комплексной бригады Кемеровского электромеханического завода «Кузбассэлектромотор» Министерства электротехнической промышленности СССР | 20.04.1971      |            |
| 102        | Лысач Андрей Лукич                 | 12.08.1911 — 27.05.1990 | Комбайнёр Албашской МТС Каневского района Краснодарского края | 20.05.1952      | [ ГС 89 ]  |
| 103        | Лысенко Александр Карпович         | 10.12.1910 — 23.01.1976 | Начальник паровозного отделения Лиски Юго-Восточной железной дороги, Воронежская область | 05.11.1943      | [ ГС 90 ]  |
| 104        | Лысенко Алексей Аврамович          | 22.02.1929 — 10.01.2004 | Бригадир экскаваторщиков участка механизированных работ управления строительства «Нурекгэсстрой» Министерства энергетики и электрификации СССР, Таджикская ССР                                                                                                  | 11.04.1980      | [ ГС 91 ]  |
| 105        | Лысенко Алексей Константинович     | 12.04.1907 — ????       | Звеньевой виноградарского совхоза имени Молотова Министерства пищевой промышленности СССР, Анапский район Краснодарского края | 26.09.1950      | [ ГС 92 ]  |
| 106        | Лысенко Василий Иванович           | 15.08.1928 — 09.01.2017 | Бригадир полеводческой бригады колхоза «Дружба» Коропского района Черниговской области | 08.04.1971      | [ ГС 93 ]  |
| 107        | Лысенко Вера Трофимовна            | 1920—1995               | Комбайнёр МТС имени Щетинкина Минусинского района Красноярского края | 11.01.1957      | [ ГС 94 ]  |
| 108        | Лысенко Владимир Фёдорович         | 15.07.1899 — 29.09.1980 | Директор совхоза «Память Ленина» Бериславского района Херсонской области | 26.02.1958      | [ ГС 95 ]  |
| 109        | Лысенко Гавриил Григорьевич        | 09.03.1915 — 18.10.1983 | Комбайнёр Красногвардейской МТС, Крымская область | 27.03.1952      | [ ГС 96 ]  |
| 110        | Лысенко Евгений Петрович           | род. 07.1927            | Директор Пархомовского элитно-семеноводческого совхоза Краснокутского района Харьковской области | 01.03.1990      |            |
| 111        | Лысенко Ефросинья Сергеевна        | 01.07.1912 — 20.02.2005 | Свинарка свиноводческого совхоза имени М. Горького Министерства совхозов СССР, Кавказский район Краснодарского края | 17.05.1951      | [ ГС 97 ]  |
| 112        | Лысенко Клавдия Тимофеевна         | 25.02.1935 — 14.03.2011 | Птичница племенного птицеводческого совхоза «Лабинский» Лабинского района Краснодарского края | 08.04.1971      | [ ГС 98 ]  |
| 113        | Лысенко Любовь Кирилловна          | 23.10.1921 — 27.03.1990 | Звеньевая колхоза «Родина» Красногвардейского района Адыгейской автономной области | 30.04.1966      | [ ГС 99 ]  |
| 114        | Лысенко Мария Григорьевна          | 08.08.1914 — 13.09.1985 | Звеньевая колхоза «Социалистична перемога» Мироновского района Киевской области | 19.03.1947      | [ ГС 100 ] |
| 115        | Лысенко Трофим Денисович           | 29.09.1898 — 20.11.1976 | Директор Института генетики Академии наук СССР, академик АН СССР, академик и президент ВАСХНИЛ, гор. Москва | 10.06.1945      | [ ГС 101 ] |
| 116        | Лысенко Фёдор Кузьмич              | 21.04.1912 — 11.06.1986 | Председатель колхоза имени Чапаева Краснозёрского района Новосибирской области | 19.03.1947      | [ ГС 102 ] |
| 117        | Лыскин Николай Фадеевич            | 03.05.1906 — 19.09.1989 | Председатель колхоза «Россия» Ново-Александровского района Ставропольского края | 11.01.1957      | [ ГС 103 ] |
| 118        | Лысов Иван Иванович                | 03.11.1924 — 21.10.2014 | Бригадир комплексной бригады колхоза «Правда» Фрунзовского района Одесской области | 08.04.1971      | [ ГС 104 ] |
| 119        | Лысова Пелагея Евдокимовна         | 1898 — ????             | Рабочая Очхамурского совхоза имени Сталина Министерства сельского хозяйства СССР, Кобулетский район Аджарской АССР | 31.07.1950      | [ ГС 105 ] |
| 120        | Лысогоря Анна Гавриловна           | 1918 — ????             | Звеньевая колхоза имени Чкалова Ново-Московского района Днепропетровской области | 04.03.1949      | [ ГС 106 ] |
| 121        | Лысогоря Денис Трофимович          | 1908 — ????             | Тракторист Ново-Московской МТС Ново-Московского района Днепропетровской области | 06.06.1949      |            |
| 122        | Лысоконь Исаак Иовлевич            | 1908 — ????             | Комбайнёр Юзефпольской МТС Ольшанского района Одесской области | 06.04.1951      | [ ГС 107 ] |
| 123        | Лысый Николай Николаевич           | 23.08.1912 — 04.12.1977 | Директор Крымского областного специализированного треста птицефабрик и птицесовхозов «Крымптицепром», гор. Симферополь Крымской области | 08.12.1973      |            |
| 124        | Лысых Александр Алексеевич         | 1904—1970               | Первый секретарь Ширинского райкома КПСС, Хакасская автономная область | 11.01.1957      | [ ГС 108 ] |
| 125        | Лытикова Александра Ивановна       | 12.11.1912 — 02.11.1989 | Доярка колхоза имени Сталина Луховицкого района Московской области | 24.06.1949      | [ ГС 109 ] |
| 126        | Лыткин Николай Никитович           | 29.12.1932 — 14.12.1995 | Бригадир комплексной бригады строительного управления № 2 треста «Жилстрой» Главлипецкстроя Министерства строительства предприятий тяжёлой индустрии СССР, Липецкая область                                                                                     | 09.07.1986      | [ ГС 110 ] |
| 127        | Лыткина Мария Алексеевна           | 31.07.1933 — 13.04.2021 | Бригадир конвейера Ленинградского производственного объединения «Красный треугольник» Министерства нефтеперерабатывающей и нефтехимической промышленности СССР                                                                                                  | 20.04.1971      | [ ГС 111 ] |
| 128        | Лытысов Михаил Васильевич          | 15.11.1902 — 13.02.1979 | Председатель семеноводческого колхоза имени Молотова Глубокского района Полоцкой области | 02.06.1950      | [ ГС 112 ] |
| 129        | Лычагин Николай Семёнович          | 14.07.1917 — 26.05.1996 | Директор Харьковского завода транспортного машиностроения имени В. А. Малышева Министерства оборонной промышленности СССР | 15.09.1976      | [ ГС 113 ] |
| 130        | Лычагин Сергей Павлович            | 1918 — 08.10.1985       | Комбайнёр совхоза «Восточный» Адамовского района Чкаловской области | 11.01.1957      | [ ГС 114 ] |
| 131        | Львов Феодосий Иванович            | 01.05.1900 — 05.02.1951 | Начальник механического цеха № 1 Барнаульского вагоноремонтного завода, Алтайский край | 05.11.1943      | [ ГС 115 ] |
| 132        | Львов Юрий Яковлевич               | 04.05.1941 — 13.01.2004 | Бригадир электромонтажников Оренбургского монтажного управления треста «Южуралэлектромонтаж» Министерства монтажных и специальных строительных работ СССР | 14.03.1979      | [ ГС 116 ] |
| 133        | Лю Ик Тю                           | 16.12.1914 — 09.1989    | Звеньевой колхоза имени Димитрова Нижне-Чирчикского района Ташкентской области | 21.12.1953      | [ ГС 117 ] |
| 134        | Любавина Мария Александровна       | 1907 — ????             | Колхозница колхоза «Новая Кештома» Пошехоно-Володарского района Ярославской области | 04.09.1950      | [ ГС 118 ] |
| 135        | Любавский Кузьма Васильевич        | 22.11.1921 — 25.08.1999 | Бригадир проходчиков тоннельного отряда № 5 управления «Тбилтоннельстрой» Министерства транспортного строительства СССР, Грузинская ССР | 02.04.1966      | [ ГС 119 ] |
| 136        | Любаев Константин Иванович         | 17.03.1921 — 23.08.2001 | Бригадир плавильщиков Металлургического завода имени В. И. Ленина Куйбышевского совнархоза | 17.10.1960      | [ ГС 120 ] |
| 136.000004 | Любашенко Евдокия Ивановна         | 01.03.1923 — ????       | Звеньевая колхоза имени Ильича Коломакского района Харьковской области | 16.02.1948      | [ ГС 121 ] |
| 137        | Любивый Пётр Александрович         | 24.09.1900 — 04.03.1952 | Директор свиноводческого Тимашёвского совхоза Тимашёвского района Краснодарского края | 19.03.1947      | [ ГС 122 ] |
| 138        | Любименко Алексей Андреевич        | 19.04.1927 — 2006       | Бригадир совхоза имени XX партсъезда Ульяновского района Карагандинской области | 19.02.1981      | [ ГС 123 ] |
| 139        | Любименко Пелагея Фёдоровна        | 22.08.1921 — 01.03.2007 | Бригадир совхоза «Сыктывкарский» Сыктывдинского района Коми АССР | 08.04.1971      | [ ГС 124 ] |
| 140        | Любимов Николай Николаевич         | 07.12.1894 — 08.04.1975 | Заведующий кафедрой международных экономических отношений и внешнеэкономических связей Московского государственного института международных отношений | 08.12.1974      | [ ГС 125 ] |
| 141        | Любинская Ольга Ивановна           | род. 23.06.1927         | Звеньевая колхоза «Пятилетка в 4 года» Любашёвского района Одесской области | 21.03.1949      | [ ГС 126 ] |
| 142        | Любовшина Анна Васильевна          | 1913 — 28.06.1991       | Свинарка колхоза имени Калинина Мучкапского района Тамбовской области | 22.03.1966      | [ ГС 127 ] |
| 143        | Любомищенко Пелагея Ивановна       | 1905 — ????             | Звеньевая свиноводческого совхоза «Металлист» Министерства совхозов СССР, Амвросиевский район Сталинской области | 06.04.1949      | [ ГС 128 ] |
| 144        | Любомская Евгения Михайловна       | 18.03.1929 — 28.09.2013 | Учительница Жашковской средней школы № 2, Жашковский район Черкасской области | 27.06.1978      | [ ГС 129 ] |
| 145        | Любота Климентий Яковлевич         | 1897 — ????             | Бригадир колхоза имени Ленина Черкасского района Киевской области | 18.05.1951      |            |
| 146        | Любченко Любовь Андреевна          | 18.06.1922 — 10.10.1989 | Председатель колхоза «Большевик» Андрушёвского района Житомирской области | 08.04.1971      | [ ГС 130 ] |
| 147        | Любченко Павел Алексеевич          | 1895—1954               | Бригадир колхоза «Ударник второй пятилетки» Чкаловского района Чкаловской области | 03.04.1948      | [ ГС 131 ] |
| 148        | Людина Галина Николаевна           | 15.01.1931 — 03.10.2021 | Прядильщица льнокомбината «Красная текстильщица» Министерства лёгкой промышленности СССР, гор. Нерехта Костромской области | 05.04.1971      | [ ГС 132 ] |
| 149        | Людкевич Станислав Филиппович      | 24.01.1879 — 10.09.1979 | Композитор, народный артист СССР, гор. Львов | 23.01.1979      | [ ГС 133 ] |
| 150        | Люкшин Василий Фёдорович           | 28.07.1897 — ????       | Председатель колхоза имени Сталина Виноградовского района Московской области | 30.01.1957      | [ ГС 134 ] |
| 151        | Люленков Иван Самсонович           | 03.09.1900 — 1962       | Главный механик Кузнецкого металлургического комбината Кемеровского совнархоза | 19.07.1958      | [ ГС 135 ] |
| 152        | Люлин Михаил Фёдорович             | 1917 — 16.09.1997       | Бригадир плотников строительно-монтажного управления № 2 управления строительства «Тамбовстрой», гор. Тамбов | 11.08.1966      | [ ГС 136 ] |
| 153        | Люлька Архип Михайлович            | 23.03.1908 — 01.06.1984 | Генеральный конструктор ОКБ-165 Министерства авиационной промышленности СССР, гор. Рыбинск Ярославской области | 12.07.1957      | [ ГС 137 ] |
| 154        | Люлько Иван Трофимович             | 27.01.1913 — 07.10.1978 | Капитан-директор китобойной флотилии «Советская Россия», Приморский край | 09.03.1966      | [ ГС 138 ] |
| 154.000005 | Люльчак Анна Яковлевна             | 27.11.1929 — 04.04.2016 | Звеньевая колхоза «Праця» Шаргородского района Винницкой области | 16.02.1948      | [ ГС 139 ] |
| 155        | Люскова Александра Евгеньевна      | 1900 — 16.09.1989       | Свинарка колхоза «Будённовец» Междуреченского района Вологодской области | 06.05.1949      | [ ГС 140 ] |
| 156        | Лютиков Владимир Николаевич        | 1911 — 08.10.1982       | Шофёр 1-го автобусного парка Управления пассажирского транспорта исполкома Московского городского Совета депутатов трудящихся | 05.10.1966      | [ ГС 141 ] |
| 157        | Лютиков Фёдор Павлович             | 05.05.1930 — 27.04.2016 | Комбайнёр совхоза «Россия» Алтайского района Хакасской автономной области | 13.12.1972      | [ ГС 142 ] |
| 158        | Лютова Вера Иосифовна              | 17.11.1923 — 06.05.2014 | Звеньевая колхоза имени Крупской Талды-Курганского района Талды-Курганской области | 24.12.1976      | [ ГС 143 ] |
| 159        | Лютый Николай Иванович             | 03.02.1940 — 18.05.2007 | Тракторист совхоза «Берестовой» Константиновского района Донецкой области | 24.12.1976      | [ ГС 144 ] |
| 160        | Люшненко Константин Павлович       | 1911 — ????             | Бригадир колхоза имени 131-го Таращанского полка Довбышского района Житомирской области | 07.06.1950      |            |
| 161        | Люшненко Надежда Сергеевна         | род. 1930               | Звеньевая колхоза имени 131-го Таращанского полка Довбышского района Житомирской области | 07.06.1950      |            |
| 162        | Люшненко Феодосия Николаевна       | 1918 — ????             | Звеньевая колхоза имени Ленина Новоград-Волынского района Житомирской области | 30.04.1966      |            |
| 163        | Лягин Александр Иванович           | 27.11.1904 — ?          | Плавильщик завода «Красный выборжец» Ленинградского совнархоза | 21.06.1957      | [ ГС 145 ] |
| 164        | Лядукин Марат Иванович             | 25.09.1925 — 29.09.1992 | Главный врач Краснолиманской центральной районной больницы, Донецкая область | 23.10.1978      | [ ГС 146 ] |
| 165        | Лязгиева Гюллу Намаз кызы          | 15.05.1920 — ????       | Звеньевая виноградарского совхоза «Питомник» Министерства пищевой промышленности СССР, Азербайджанская ССР | 04.09.1950      |            |
| 166        | Ляленко Константин Матвеевич       | 1907 — ????             | Бригадир колхоза «За линию ЦК ВКП(б)» Панфиловского района Фрунзенской области | 26.03.1948      | [ ГС 147 ] |
| 167        | Лялин Гавриил Васильевич           | 28.03.1909 — 1975       | Бригадир полеводческой бригады Земетчинского свеклосовхоза Министерства пищевой промышленности СССР, Земетчинский район Пензенской области | 18.05.1948      | [ ГС 148 ] |
| 168        | Лялин Егор Филиппович              | 03.05.1928 — 03.05.2007 | Бригадир слесарей Воронежского авиационного производственного объединения Министерства авиационной промышленности СССР | 23.06.1981      | [ ГС 149 ] |
| 169        | Ляляева Шамсият Солтан Меджид кызы | род. 20.03.1926         | Звеньевая колхоза «Зарбачи» Белоканского района Азербайджанской ССР | 01.07.1949      |            |
| 170        | Лямзина Нина Васильевна            | 07.03.1928 — 01.10.1994 | Ткачиха, наставник молодёжи суконной фабрики имени Я. М. Свердлова Министерства текстильной промышленности РСФСР, Барышский район Ульяновской области | 04.03.1976      | [ ГС 150 ] |
| 171        | Лямин Василий Фёдорович            | 28.12.1928 — 30.05.2011 | Машинист экскаватора управления механизации производственной строительно-монтажной организации Куйбышевгидростроя Министерства электростанций СССР | 09.08.1958      | [ ГС 151 ] |
| 172        | Лямина Мария Егоровна              | 13.04.1915 — 09.12.1991 | Звеньевая колхоза «Борец» Дмитровского района Московской области | 04.03.1949      | [ ГС 152 ] |
| 173        | Лямкина Валентина Дмитриевна       | 11.12.1937 — 17.08.2002 | Ткачиха Черногорского производственного камвольно-суконного объединения Министерства текстильной промышленности РСФСР, Хакасская автономная область | 12.05.1977      | [ ГС 153 ] |
| 174        | Ляпин Андрей Леонидович            | 27.06.1912 — 13.05.1985 | Главный конструктор и ответственный руководитель Государственного машиностроительного завода «Вымпел» Министерства авиационной промышленности СССР, гор. Москва                                                                                                 | 11.10.1974      | [ ГС 154 ] |
| 175        | Ляпин Владимир Алексеевич          | 26.11.1918 — 23.12.1995 | Старший скотник совхоза «Новосёлки» Рязанского района Рязанской области | 22.03.1966      | [ ГС 155 ] |
| 176        | Ляпунов Георгий Сергеевич          | 1899 — 09.01.1997       | Начальник строительного участка Беловского строительного управления треста «Ленинскшахтострой» комбината «Кузбассшахтострой» Министерства строительства предприятий угольной промышленности СССР, Кемеровская область                                           | 26.04.1957      | [ ГС 156 ] |
| 177        | Ляпушкин Иван Андреевич            | 1909 — ????             | Старший конюх колхоза имени Будённого Тетрицкаройского района Грузинской ССР | 11.08.1949      | [ ГС 157 ] |
| 178        | Лятавский Анатолий Васильевич      | 26.07.1915 — 29.01.1995 | Директор совхоза «Пасечное» Староконстантиновского района Хмельницкой области | 22.03.1966      | [ ГС 158 ] |
| 179        | Лятифов Гусейн Магамад оглы        | род. 20.08.1927         | Звеньевой колхоза имени Низами Белоканского района Азербайджанской ССР | 01.07.1949      |            |
| 180        | Ляудис Казимерас Францевич         | 10.01.1901 — 23.05.1989 | Председатель Ревизионной комиссии Компартии Литвы, генерал-майор в отставке, гор. Вильнюс | 09.01.1976      | [ ГС 159 ] |
| 181        | Лях Варвара Степановна             | 1915 — ????             | Звеньевая колхоза «Згода» Перещепинского района Днепропетровской области | 16.02.1948      | [ ГС 160 ] |
| 182        | Лях Василий Фёдорович              | 1910 — ????             | Председатель колхоза имени Ленина Зачепиловского района Харьковской области | 28.02.1949      |            |
| 183        | Лях Яков Иванович                  | 13.03.1914 — 13.03.1977 | Бригадир совхоза «Золотая балка», гор. Севастополь | 30.04.1966      | [ ГС 161 ] |
| 184        | Ляхов Владимир Степанович          | 09.10.1911 — 01.01.2002 | Управляющий трестом № 7 объединения «Монтажспецстрой» Министерства монтажных и специальных строительных работ СССР, гор. Москва | 07.05.1971      | [ ГС 162 ] |
| 185        | Ляхова Екатерина Фёдоровна         | 07.08.1925 — 09.06.2001 | Телятница Орловской областной сельскохозяйственной опытной станции, Новодеревеньковский район | 22.03.1966      | [ ГС 163 ] |
| 186        | Ляховенко Андрей Павлович          | 1895 — 30.11.1971       | Председатель колхоза «Гигант» Ворошиловского района Фрунзенской области | 26.03.1948      | [ ГС 164 ] |
| 187        | Ляшенко Виктор Евдокимович         | 04.10.1932 — 14.10.2007 | Тракторист-машинист совхоза «Волжский» Быковского района Волгоградской области | 08.04.1971      | [ ГС 165 ] |
| 188        | Ляшенко Иван Никифорович           | род. 19.08.1936         | Слесарь-сборщик Северодонецкого приборостроительного завода Северодонецкого научно-производственного объединения «Импульс» имени XXV съезда КПСС Министерства приборостроения, средств автоматизации и систем управления СССР, Ворошиловградская область        | 13.05.1977      | [ ГС 166 ] |
| 189        | Ляшенко Кирилл Петрович            | 09.06.1916 — 16.09.1992 | Бригадир штукатуров треста «Прибалхашстрой» Карагандинского совнархоза | 09.08.1958      | [ ГС 167 ] |
| 190        | Ляшенко Надежда Васильевна         | 10.09.1913 — 23.08.2004 | Комбайнёр Павлодонской МТС Павловского района Воронежской области | 06.06.1952      | [ ГС 168 ] |
| 191        | Ляшенко Степан Кириллович          | 1915 — ????             | Бригадир монтажников треста № 86 Министерства промышленного строительства СССР, Харьковская область | 05.04.1971      |            |
| 192        | Ляшенко Фёдор Иванович             | 1910 — 17.02.1985       | Комбайнёр Кавалерской МТС Егорлыкского района Ростовской области | 27.06.1952      | [ ГС 169 ] |
| 193        | Ляшко Александр Павлович           | 30.12.1915 — 09.10.2002 | Председатель Совета Министров Украинской ССР, гор. Киев | 29.12.1985      | [ ГС 170 ] |

| Навигационная таблица | Навигационная таблица |
| --------------------- | --------------------- |
| «Л»                   | Лаанеметс — Лещинер   |
| «Л»                   | Ли — Лощёнова         |
| «Л»                   | Лубенец — Ляшко       |